# Kamienica przy ulicy Szewskiej 50-51 we Wrocławiu
Kamienica przy ulicy Szewskiej 50-51 – dawny Institut für Notleidende Handlungsdiener (Dom Towarzystwa Wzajemnej Pomocy Pracowników Handlu), obecnie budynek Uniwersytetu Wrocławskiego, siedziba Instytutu Kulturoznawstwa, Instytutu Etnologii i Antropologii Kulturowej oraz Archiwum Uniwersytetu Wrocławskiego.

## Historia

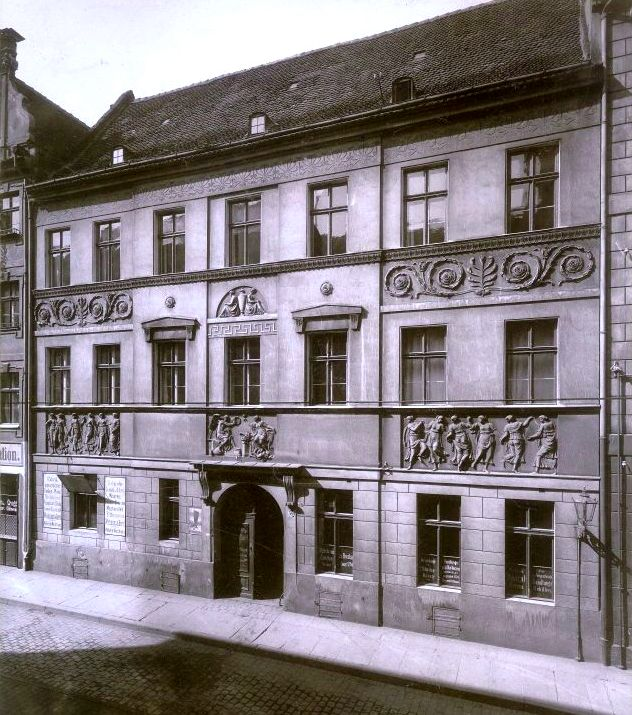
Kamienica stojąca przed wzniesieniem nowego budynku w 1904 roku

Od połowy XVI wieku na działce znajdował się budynek usytuowany kalenicowo względem ulicy. W 1805 roku został przebudowany na trzykondygnacyjną kamienicę o klasycystycznej, siedmioosiowej fasadzie. Nad pierwszą kondygnacją znajdowały się trzyczęściowy fryz przedstawiający Chonosa wraz z muzą Talią i z dwunastoma tańczącymi muzami. W 1904 budynek został wyburzony, a w jego miejsce wzniesiono kamienicą z czworokątnym dziedzińcem. Autorem projektu był niemiecki architekt Max Kessel, autor projektu domu handlowego Gottsteina znajdującego się przy ulicy Ruskiej 3/4.
W budynku swoją siedzibę miał Institut für Notleidende Handlungsdiener założony w 1773 roku przez wrocławskich kupców jako forma zabezpieczenia socjalnego na wypadek nagłej utraty pracy, kalectwa lub długotrwałej choroby. Instytut z biegiem lat i powiększania swojego kapitału udzielał również pomocy nowym kupcom przybywającym do Wrocławia chcącym podjąć pracę w mieście i mające odpowiednie referencje. Instytut zapewniał pełną opiekę medyczną i zaopatrzenie emerytalne oraz pokrywał koszty pogrzebu.

## Opis architektoniczny

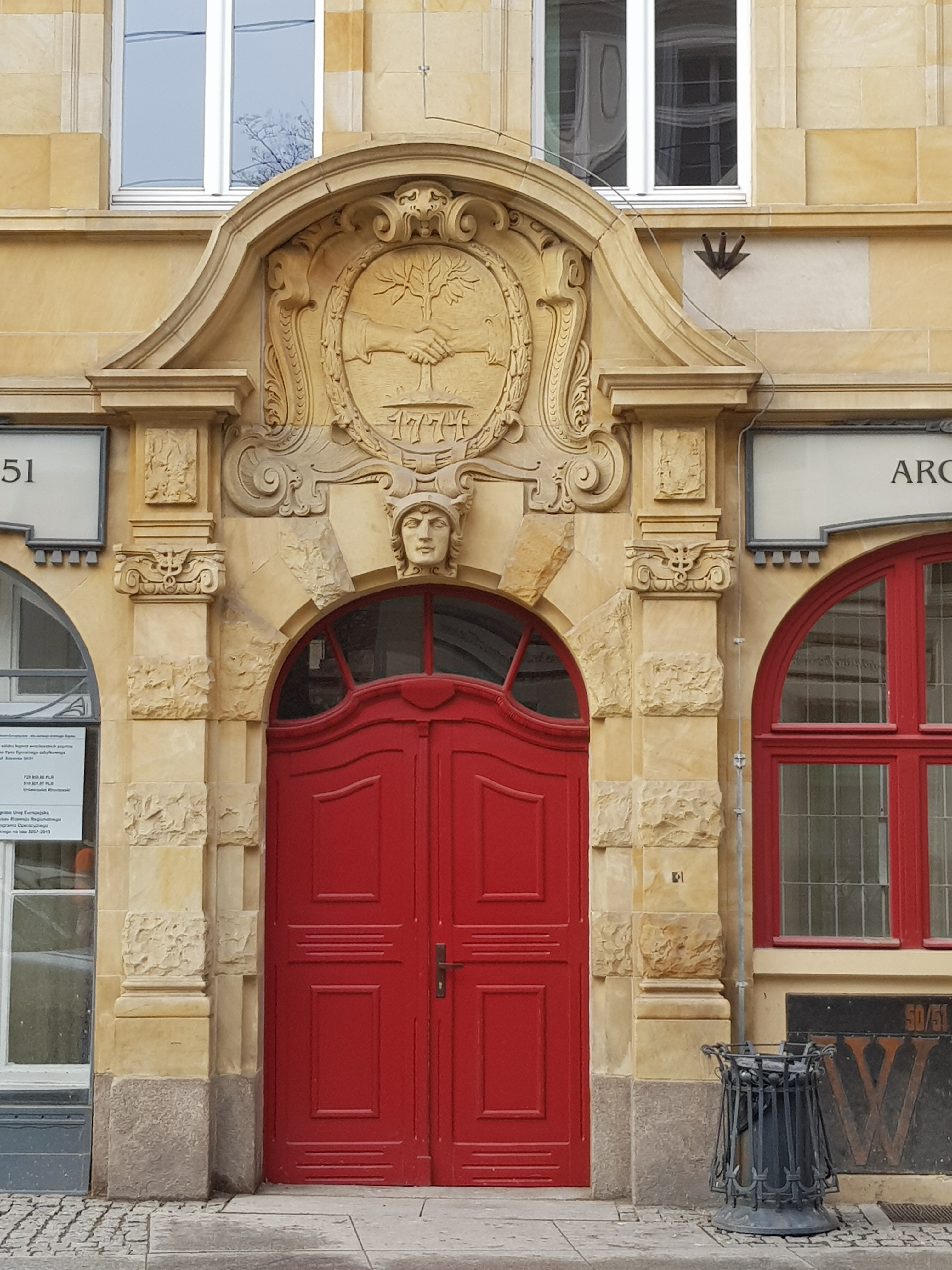
Portal wejściowy do kamienicy

Nowy budynek był pięciokondygnacyjny z niższymi skrzydłami bocznymi. Jego ośmioosiowa elewacja licowana piaskowcem ozdobiona była secesyjnymi detalami. W drugiej i siódmej osi znajdują się trzykondygnacyjne ryzality, a w osi środkowej portal z godłem i rokiem założenia towarzystwa.
W budynku znajdowały się sale klubowe, restauracyjne (m.in. restauracja „Kaufmannsheim”) oraz pomieszczenia biurowe i mieszkalne.

## Po 1945
W 2008 roku kamienica została gruntownie wyremontowana, odnowiono wówczas elewacje frontową oraz zachowane fryzy.

## Fryz Chronosa
W 1904 roku, kiedy to wzniesiono nowy budynek, fryz dotychczas zdobiący fasadę został przeniesiony na fasadę tylnego budynku. Fryz został wykonany w Berlińskiej Szkole Rzeźbiarskiej, przez któregoś z uczniów niemieckiego rzeźbiarza Johanna Gottfrieda Schadowa. Przedstawia tańczące Nereidy otaczające greckiego boga będącego personifikacją czasu Chronosa i muzę komedii i poezji Talię.
Z fryzem wiąże się jedna z popularnych XIX-wiecznych wrocławskich legend o lekkomyślnych córkach ubogiej wdowy. Według niej tańczące panny to wietrznice, które spędzały czas na tańcach, zabawach i spotkaniach z kawalerami. Pewnego razu, gdy chciały się wybrać na tańce w Wielki Piątek, matka zamknęła je na klucz w ich izdebce. Pannice postanowiły wyjść przez okno. Ledwo jednak stanęły na gzymsie, gdy powiał wiatr panny zamieniły się w kamień.